# Showgirls 2: Penny's from Heaven
Showgirls 2: Penny's From Heaven es una película estadounidense erótica y de drama de 2011, dirigida, producida y escrita por Rena Riffel. Se trata de una secuela de la película Showgirls de 1995, dirigida por Paul Verhoeven. Varios de los actores, incluida Riffel, aparecen en la película repitiendo sus papeles de la cinta original.

## Sinopsis
La trama es similar en gran medida a la película original, centrándose en la showgirl Penny Slot (Riffel) mientras intenta ascender a la fama como bailarina. Muchas de las escenas son parodias directas de la película Showgirls.

## Reparto
- Rena Riffel - Penny Slot
- Glenn Plummer - James 'Jimmy' Smith
- Dewey Weber - Jeffrey
- Greg Travis - Phil
- Peter Stickles - Godhardt Brandt
- Shelley Michelle - Katya Vardiova
- Ford Austin - Sr. Von Brausen
- Paula Labaredas - Maria Strauss
- Hoyt Richards - John Clayburn
- Blanca Blanco - Sra. Von Brausen